# Agrotis contingens
Agrotis contingens är en fjärilsart som beskrevs av W. Warren 1914. Agrotis contingens ingår i släktet Agrotis och familjen nattflyn. Inga underarter finns listade i Catalogue of Life.